# Xã Gutschmidt, Quận Logan, Bắc Dakota
Xã Gutschmidt (tiếng Anh: Gutschmidt Township) là một xã thuộc quận Logan, tiểu bang Bắc Dakota, Hoa Kỳ. Năm 2010, dân số của xã này là 28 người.